# Five (album Hollywood Undead)
Five (psáno jako V) je páté studiové album americké rap rockové skupiny Hollywood Undead. Vyšlo 27. října 2017 prostřednictvím MDDN a BMG. Je to první album, na kterém nefiguruje Matthew "Da Kurlzz" Busek, který z kapely odešel počátkem roku 2017. Je to také první album pro BMG Rights Management od doby, kdy odešli od Interscope Records, nástupce A&M Octone Records. Album obsahuje hostující vokální vystoupení B-Real z Cypress Hill.

## Pozadí
Zpěvák Johnny 3 Tears řekl o názvu alba: "Jsme pět bratrů a toto je naše pátá deska. Nic nedosahuje podstaty hudby jako toto číslo. Numerologie má velkou moc. Když jsme řekli pět, prostě to dávalo smysl. Skutečnost, že jsme se mohli všichni shodnout na jednom slově, znázorňuje, kdo jsme.“
I když skladba „Riot“ nevyšla jako singl, byla třikrát platinově certifikována v Brazílii od PMB.

## Seznam skladeb
| Five (V)       | Five (V)                      | Five (V) |
| Pořadí         | Název                         | Délka    |
| -------------- | ----------------------------- | -------- |
| 1.             | „California Dreaming“         | 3:54     |
| 2.             | „Whatever It Takes“           | 3:07     |
| 3.             | „Bad Moon“                    | 3:52     |
| 4.             | „Ghost Beach“                 | 3:54     |
| 5.             | „Broken Record“               | 3:39     |
| 6.             | „Nobody's Watching“           | 3:58     |
| 7.             | „Renegade“                    | 3:03     |
| 8.             | „Black Cadillac“ feat. B-Real | 3:47     |
| 9.             | „Pray (Put 'Em in the Dirt)“  | 4:24     |
| 10.            | „Cashed Out“                  | 3:29     |
| 11.            | „Riot“                        | 3:47     |
| 12.            | „We Own the Night“            | 4:02     |
| 13.            | „Bang Bang“                   | 3:40     |
| 14.            | „Your Life“                   | 3:25     |
| Celková délka: | Celková délka:                | 52:23    |

## Tvůrci
Převzato z AllMusic.

### Hollywood Undead
- Jorel "J-Dog" Decker - zpěv, kytary, baskytara, klávesy, programování, text, produkce
- Dylan "Funny Man" Alvarez – zpěv, soundboards
- George "Johnny 3 Tears" Ragan – zpěv, baskytara, text
- Jordon "Charlie Scene" Terrell - zpěv, kytary, text, produkce
- Daniel "Danny" Murillo – zpěv, klávesy, programování, kytary, baskytara, text

### Další hudebníci
- B-Real - hostující zpěv ve skladbě „Black Cadillac“
- Oliver Clinger - dodatečný zpěv ve skladbě „California Dreaming“
- Liam Clinger - dodatečný zpěv ve skladbě „California Dreaming“
- Dětský sbor MUSYCA – doprovodný zpěv v skladbě „California Dreaming“
- Tiah Barnes – dodatečný zpěv
- Kate Crellin – dodatečný zpěv
- Isabella Custino – dodatečný zpěv
- Ernest Harrison – dodatečný zpěv
- Da'jon James – dodatečný zpěv
- Dean Butterworth – bicí ve skladbách „California Dreaming“, „We Own the Night“ a „Bang Bang“
- Tommy Lee - bicí ve skladbě „Pray (Put 'Em in the Dirt)“
- Colin Schwanke - bicí ve skladbě „Renegade“
- Griffin Boice – kytary, klavír, struny ve skladbě „Pray (Put 'Em in the Dirt)“, text, produkce
- Danny Lohner - kytary, baskytara ve skladbě „Pray (Put 'Em in the Dirt)“
- Henry Flury - kytary ve skladbě „Renegade“

### Další tvůrci
- Sean Gould - produkce
- Jason Hradil – produktový manažer
- Dan Lancaster – mixování
- Rhys May – pomoc při mixování
- Ted Jensen ve společnosti Sterling Sound, NYC – mastering
- Courtney Ballard – text
- Jared Poythress – text
- James Knerr – dramaturgie
- Randall Leddy – výtvarný směr, design
- Taylor Bringuel – fotografování
- Jack Stark – fotografování